# Mohács (distrikt)
Mohács är ett distrikt i Ungern. Det ligger i provinsen Baranya, i den sydvästra delen av landet, 170 km söder om huvudstaden Budapest.